# شورهام-بای-سی
longitudeشورهام-بای-سیlatitudeشورهام-بای-سی
شورهام-بای-سی (به انگلیسی: Shoreham-by-Sea) یک شهرک در بریتانیا است که در Adur District واقع شده‌است.

## خصوصیات
شورهام-بای-سی ۱۹٬۱۷۵ نفر جمعیت دارد.